# Konstanzer Straße (métro de Berlin)
Konstanzer Straße est une station de la ligne 7 du métro de Berlin, dans le quartier de Wilmersdorf.

## Situation
La station se situe au croisement de Brandenburgische Straße et de Konstanzer Straße.

## Histoire
La station ouvre le 28 avril 1978 dans le cadre de l'extension de la ligne 7 vers le nord-est de Berlin. L'architecte Rainer G. Rümmler a conçu la décoration de la station en s'inspirant des couleurs de la ville de Constance. Les lignes horizontales étendues symbolisent la vitesse du métro.
À la suite de l'incendie de la station Deutsche Oper, une deuxième bouche est bâtie en mai 2008.

## Correspondances
La station de métro est en correspondance avec la ligne d'omnibus 101 de la Berliner Verkehrsbetriebe.